# Барри-Холмс (остров)
Барри-Холмс (англ. Burry Holms, валл. Ynys Ianwol) — небольшой приливный остров, расположенный на северной оконечности полуострова Гауэр, в южном Уэльсе.
Весной и летом Барри-Холмс покрыт цветами, такими как смолёвка. Остров также популярен среди коллекционеров раковин.

## История
9000 лет назад остров был удалён до 12 миль (19 км) от моря. Его населяли кочевые охотники мезолита. Кремнёвые орудия, обнаруженные в 1919 году, стали первыми свидетельствами их существования. С тех пор было обнаружено множество инструментов, изготовленных из дерева и кости.
В 1998 году Национальный музей Уэльса проводил раскопки на острове и обнаружил, что Барри-Холмс использовался в качестве сезонного лагеря в эпоху мезолита. Люди Железного века впоследствии построили 5 акров (20 000 квадратных метров) земляных сооружений и канав на острове. В Средние века на острове располагался монастырь.